# Toshio Saeki
Toshio Saeki (佐伯俊男 ?, Saeki Toshio; Miyazaki, 1945 – 21 novembre 2019) è stato un illustratore e pittore giapponese.

## Biografia
Nasce nel 1945 a Miyazaki, nell’isola Kyūshū, nel periodo della ricostruzione post bellica. Dopo aver passato la giovinezza a Osaka, a 24 anni si trasferisce a Tokyo. È il 1969 e il Giappone, aperto all'influenza occidentale, si trova in un radicale cambiamento che porta vivacità, dinamismo e autentiche rivoluzioni in svariati ambiti artistici dal manga, alla letteratura e al cinema. Saeki scopre all'università le stampe ukio-e del periodo Edo, particolarmente gli  shunga (春画?) e i Muzan-e (無 残 絵?), sviluppando un interesse per l’universo macabro ed erotico dell'ero guro. Nel 1970 produce i primi disegni erotici e onirici che lo avrebbero reso famoso, la rivista Heibon Punch (平凡パンチ?) gli dedica un inserto in uno dei suoi numeri, dandogli visibilità immediata e lo stesso anno pubblica il primo libro antologico Art book McGremann (画集 マグレマン?, Gashū magureman). Inizia presto a lavorare per vari editori e riviste in particolare per la rivista erotica SM Selecto (SMグラフマガジンコレクタ?), che gli dà carta bianca e con la quale dà inizio a una collaborazione che sarebbe durata più di vent'anni.

## Stile e tematiche

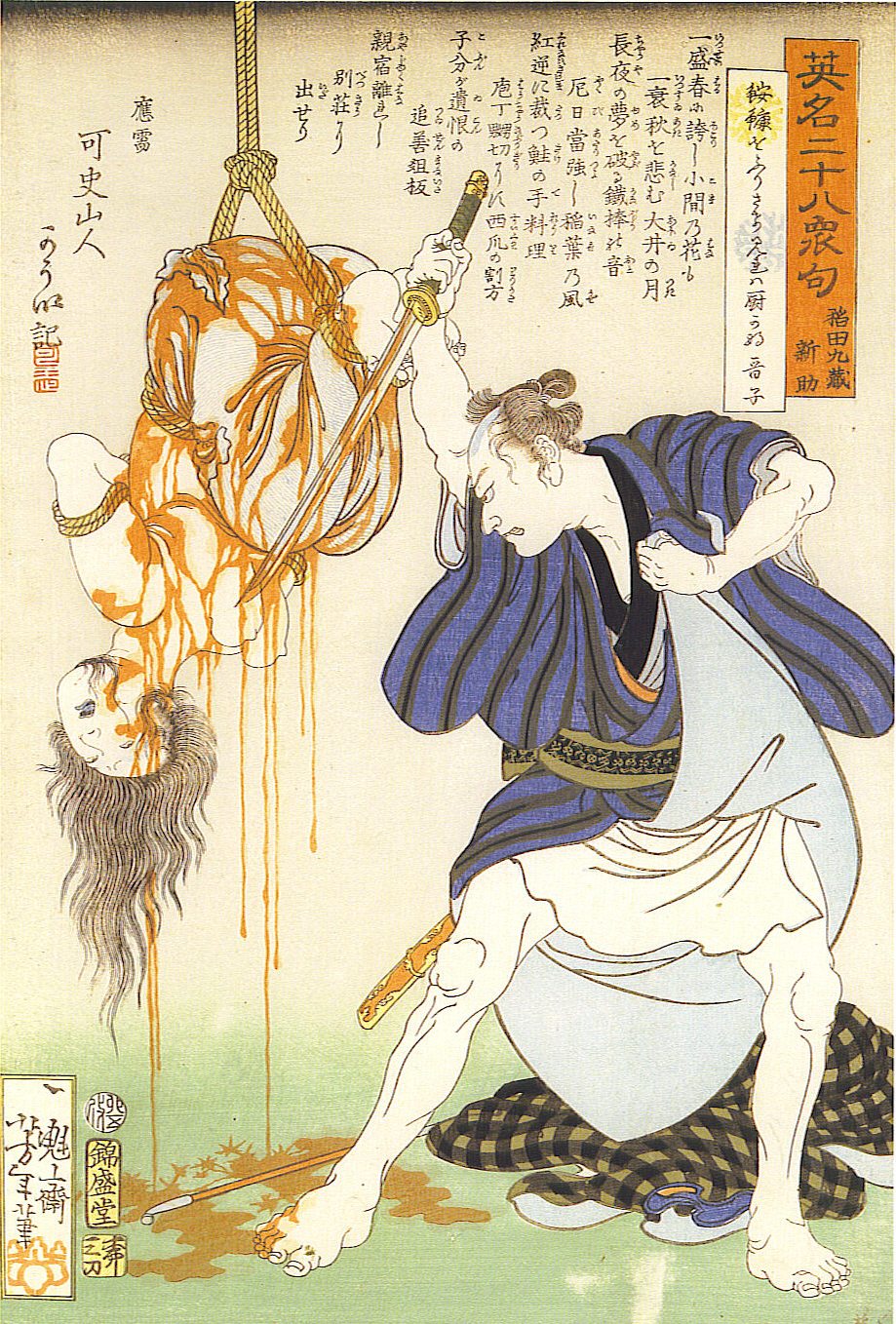
Yoshitoshi (muzan-e) Ventotto omicidi famosi con poesia 1867

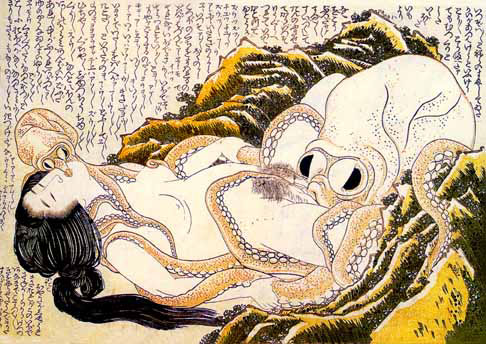
Hokusai (shunga) Il sogno della moglie del pescatore 1814

È autore di uno stile originale, pur all'interno dell’ambito ero guru, lo trasforma e personalizza fortemente, reinterpretando i motivi tradizionali e mescolandoli con le sue stesse ossessioni, facendo eco alle ansie della sua generazione. La sua poetica unisce tre grandi tradizioni figurative giapponesi ovvero la rappresentazione di demoni, gli shunga erotici, e i violenti muzan-e, con l’aggiunta di una cromia accesa alla maniera pop: colori vivaci, brillanti, segnati da un tratto fortemente marcato. Nella sua opera, Saeki rappresenta atti sessuali estremi che avvengono a stretto contatto con la morte, o per l’imminente decesso di uno dei protagonisti, che viene ucciso dall’altro, quando non muoiono entrambi, o per la mescolanza sessuale dei vivi e dei morti nella pratica della necrofilia o per l’appartenenza di uno dei partner allo Yomi (黄泉?), ovvero al mondo dei morti e degli spiriti, in qualità di redivivo o demone.
Un altro elemento molto ricorrente nella sua opera è lo shibari (縛り?), ovvero l’arte della legatura erotica che si sviluppa nel XIX Secolo che compare, per esempio, nelle opere di Yoshitoshi, e derivata dall’Hojōjutsu (捕縄術?), tecnica di legatura nata nel XIV Secolo, come mezzo di cattività, dove la bellezza estetica della legatura va ad aumentare il prestigio dell’aguzzino. Shibari e kinbaku sono elementi frequenti nelle opere di Saeki.
Questo universo erotico, onirico e fantasmatico al contempo sfida ed elude la censura, moltiplicando espedienti grafici per evitare la rappresentazione sessuale diretta, finendo col renderla, così, più raffinata.